# Stazione di Scisciano
Stazione di Scisciano vasútállomás Olaszországban, Scisciano településen.

## Vasútvonalak
Az állomást az alábbi vasútvonalak érintik:
- Nápoly–Nola–Baiano-vasútvonal

## Kapcsolódó állomások
A vasútállomáshoz az alábbi állomások vannak a legközelebb:
- Stazione di Saviano
- Stazione di San Vitaliano